# 도메인 컨트롤러
윈도 서버 시스템 상에서 도메인 컨트롤러(domain controller, 줄여서 DC)는 윈도 서버 도메인 안에서 보안 인증 요청(로그인, 이용 권한 확인 등)에 응답하는 서버이다.
윈도우 NT에서 하나의 도메인에 하나의 도메인 컨트롤러가 일차 도메인 컨트롤러(PDC)로 구성되었다. 다른 모든 도메인 컨트롤러들은 백업 도메인 컨트롤러(BDC)였다. BDC는 사용자들은 도메인 안에서 인증할 수 있었으나 도메인에 대한 모든 업데이트(새로운 사용자, 변경된 암호, 그룹 멤버십 등)는 PDC를 통해서만 사용할 수 있었다. PDC를 사용할 수 없다면(아니면 변경을 요청하는 사용자와 통신할 수 없다면) 업데이트는 실패하게 된다.
윈도우 2000 이후에는 일차 도메인 컨트롤러와 백업 도메인 컨트롤러의 개념을 크게 없애버린 액티브 디렉터리(AD)가 도입되었다.

## 같이 보기
- 액티브 디렉터리
- 보안 식별자
- 디렉터리 서비스 복원 모드 (DSRM)